# Championnat d'Angleterre de rugby à XV de 3e division
 (signalé en mai 2025).
Si vous disposez d'ouvrages ou d'articles de référence ou si vous connaissez des sites web de qualité traitant du thème abordé ici, merci de compléter l'article en donnant les références utiles à sa vérifiabilité et en les liant à la section « Notes et références ».
- Archive Wikiwix
- Bing
- Cairn
- DuckDuckGo
- E. Universalis
- Gallica
- Google
- G. Books
- G. News
- G. Scholar
- Persée
- Qwant
- (zh) Baidu
- (ru) Yandex
- (wd) trouver des œuvres sur Wikidata

Le Championnat d'Angleterre de rugby à XV de 3e division, The National League One, est le troisième niveau du championnat d’Angleterre de rugby à XV, disputé par seize équipes semi-professionnelles entre septembre et avril.

## Historique
La troisième division apparaît sous le nom de Courage League National Division 3 lorsque la Fédération anglaise de rugby à XV décide de créer des championnats nationaux lors de la saison 1987-88. Elle compte douze équipes qui ne se rencontrent qu’une seule fois (11 matchs uniquement) jusqu’en 1993, année où sont introduits les matchs aller-retour. Suivant les années, un ou deux clubs sont promus en première division. Son premier champion a été Wakefield RFC, club disparu en 2004. 
En 1997, le championnat est renommé Jewson National League 1 avant d'être de nouveau renommé National Division 2 en 2000.
La RFU réorganise les compétitions situées sous la première division à compter de la saison 2009-2010. La deuxième division (National Division One) est rebaptisée RFU Championship et passe de 16 à 12 clubs. La troisième division (National Division Two) devient alors National League One et met aux prises 16 équipes, au lieu de 14 auparavant. Le titre est attribué au vainqueur d’un championnat disputé en trente journées (matches aller-retour), qui est alors promu en RFU Championship. Les trois derniers sont relégués en National League 2, qui se compose de deux poules (National League 2 North et National League 2 South) de seize équipes chacune.

## Palmarès
| Courage League National Division 3 - 1988 : Wakefield RFC - 1989 : Plymouth Albion - 1990 : London Scottish - 1991 : West Hartlepool RFC - 1992 : Richmond RFC - 1993 : Otley RUFC - 1994 : Coventry RFC - 1995 : Bedford Blues - 1996 : Coventry RFC - 1997 : Exeter Chiefs Jewson National League 1 - 1998 : Worcester Warriors - 1999 : Henley Hawks - 2000 : Otley RUFC | National Division 2 - 2001 : Bracknell RFC - 2002 : Orrell RUFC - 2003 : Penzance & Newlyn RFC - 2004 : Sedgley Park - 2005 : Doncaster Knights - 2006 : Moseley RFC - 2007 : Esher RFC - 2008 : Otley RUFC - 2009 : Birmingham & Solihull RFC National League 1 - 2010 : Esher RFC - 2011 : London Scottish - 2012 : Jersey RFC - 2013 : Ealing Trailfinders | - 2014 : Doncaster Knights - 2015 : Ealing Trailfinders - 2016 : Richmond RFC - 2017 : Hartpury University - 2018 : Coventry RFC - 2019 : Ampthill RUFC - 2020 : Richmond RFC - 2021 : titre non-décerné - 2022 : Caldy RFC - 2023 : Cambridge RUFC - 2024 : Chinnor RFC |

## Clubs engagés en 2024-2025
| - Birmingham Moseley RFC - Bishop's Stortford RFC - Blackheath RC - Darlington Mowden Park RFC - Dings Crusaders RFC (en) - Esher RFC - Leicester Lions | - Plymouth Albion RFC - Rams RFC - Richmond FC - Rosslyn Park FC - Rotherham Titans - Sale FC Rugby - Sedgley Park |